# مسجد الأمة
مسجد الأمة هو مسجد قديم قائم في بولوغين بولاية الجزائر.

## التسمية
يعتبر مسجد الأمة أول مسجد حر بعاصمة الجزائر يتم بناؤه وتشييده إبان الاحتلال الفرنسي منذ سنة 1830م.
وذلك لأن رئيس البلدية آنذاك وهو ريمون لاكيار ساهم مساهمة رمزية بـ10 آلاف فرنك فرنسي في بنائه، وأصدر تصريحا بحرية تشييده وتسييره كما هو مثبت في عقد التحبيس.

## تاريخ

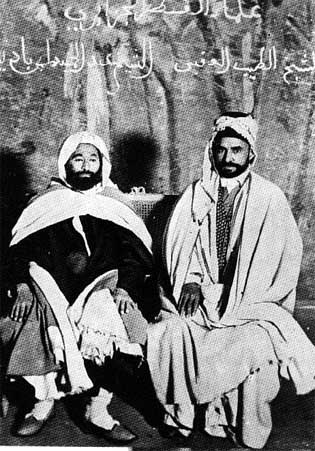
الطيب العقبي مع عبد الحميد بن باديس.

يقع مسجد الأمة وسط مدينة بولوغين التي شيّدت خلال فترة الاحتلال الفرنسي، وكانت بمثابة ربض من أرباض الجزائر العاصمة يسمى قديما وادي القصب، والمسماة حاليا بلدية بولوغين.
ويعود أصل اسم بولوغين القائد الصنهاجي بلقين بن زيري المتوفى سنة 984م الذي اختط المدن الثلاثة: الجزائر، المدية ومليانة.

### التعليم القرآني
قامت جمعية التهذيبية في بولوغين أولا باستقدام الشيخ المصلح الأديب أحمد سحنون لينهض بتعليم الأولاد أساس اللغة العربية والقرآن الكريم وذلك في تقرير مكتبها أثناء اجتماعها في يوم 30 نوفمبر 1936م.
والذي كان من وراء استقدام الشيخ أحمد سحنون هما السيدان الفاضلان: قطب الحركة الإصلاحية الشيخ الطيب العقبي والعامل في لجنة التنظيم بـ«نادي الترقي» النابه رشيد بطحوش، بدعم من القائد محمد بلحسين.
وكان يسري هذا التعليم الحر في كتـّاب تابع لمحل باش طوبجي الكائن آنذاك بمنتصف شارع شوكال.
انعقد أول اجتماع لمشروع بناء المسجد في دار الحاج ناصر بطحوش الكائنة بشارع الإخوة الجيلالي بولقين، حيث حضره الشيوخ محمد البشير الإبراهيمي، أحمد سحنون و«عبد العزيز بلهاشمي»، وهم من جمعية العلماء المسلمين الجزائريين في ضيافة صاحب المنزل على مائدة إفطار في يوم من رمضان 1945م.
وبما أن مسجد الأمة قد سبقته خمسة عشر سنة من التعليم القرآني تحت إشراف الشيخ أحمد سحنون من سنة 1936م إلى غاية نهاية إنجازه في سنة 1951م، فإنه قد تتابع على القيام بسدانته ومكتبته وتأدية التعليم القرآني به إلى يومنا هذا أناس من خريجي هذه المدرسة وتلامذة خلفه الشيخ ابن يوسف قادة.

### التأسيس

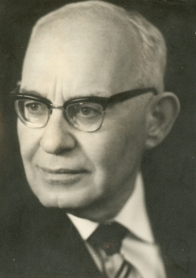
أحمد توفيق المدني.

بني مسجد الأمة في بستان دار كانت ملكيتها الأصلية لأحد المستوطنين الفرنسيين اسمه جان شارل جيلبير، ثم أقام فيها السيد عيسى بولعناش مستأجرا.
واشترك في شراء هذه الدار لبناء المسجد على مساحتها خمسة أشخاص من الأعيان المسلمين بتاريخ 1 ماي 1945م، وهم مذكورون في وثيقة التحبيس المودعة بمقر خزينة أملاك الدولة.

### التمويل
كان في طليعة كبار المساهمين الأولين في بناء مسجد الأمة السيدان الفاضلان «محمد بن الباي كواسي» و«محمد وعلي عباس تركي».
وفي حفلة أقامتها «لجنة بناء المسجد» في سينما دنيازاد في وسط مدينة الجزائر عام 1951م، تلا الأستاذ أحمد توفيق المدني أسماء المتبرعين لهذا المشروع الجليل، وهو ما نشرته «جريدة البصائر» آنذاك.
ولقد شارك في بناء مسجد الأمة وتوسيعه خلق كثير من أبناء بولوغين وغيرهم، كما تعاقب على خدمته وعمارته أعضاء لجان مسجدية متوالية، بعد المؤسسين الأوائل، منهم السادة:
- موسى دراجي.
- عبد العزيز بلحجوري.
- عبد القادر شادلي.
- مصطفى بن صاري.
- أعمر أكاشوش.
- خليفة ملاح.
- مصطفى بن القاضي.
- مقران مرابطين.
- رابح مرابط.
- أمحمد فاطمي.[4]

## التسيير

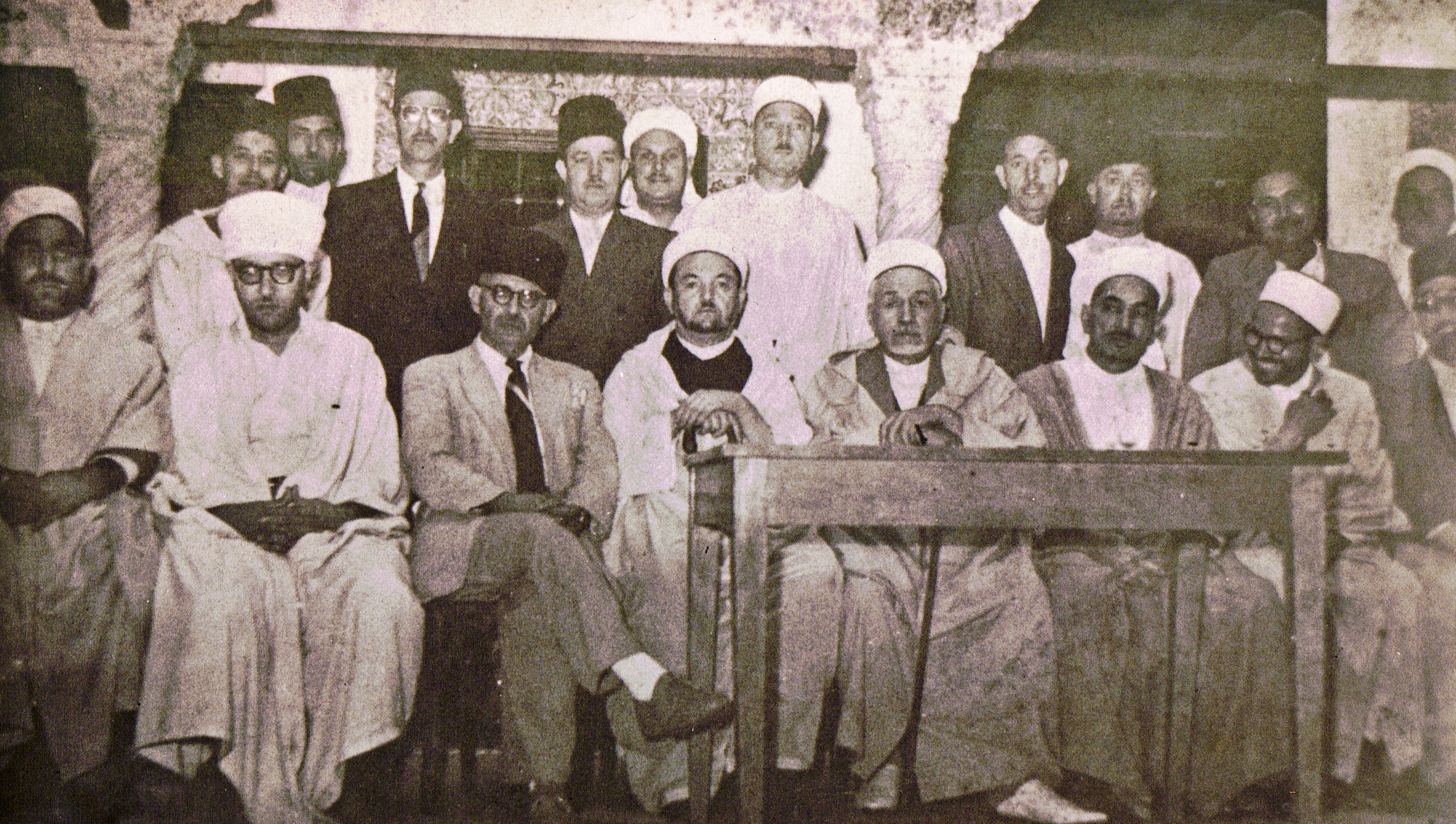
المجلس الإداري لجمعية العلماء - 1949. (الجلوس، من اليمن إلى الشمال) أحمد بوشمال، عبد اللطيف سلطاني، محمد خير الدين، محمد البشير الإبراهيمي (نائب الرئيس)، العربي التبسي، أحمد توفيق المدني، عباس بن الشيخ الحسين، نعيم النعيمي، (الوقوف من خلف) مجهول، حمزة بوكوشة، أحمد سحنون، عبد القادر المغربي، الجيلالي الفارسي، أبو بكر الأغواطي، أحمد حماني، باعزيز بن عمر، مجهول، مجهول.

اضطلعت بشؤون إنجاز مسجد الأمة عناصر جمعية التهذيبية التي كانت جماعة تربوية تألفت من أعيان الحومة المسلمين في بولوغين بعد انتهاء الحرب العالمية الثانية، وكان مكتبها الأول يتكون من:
- أمحمد وعلي دامرجي.
- رشيد بطحوش.
- حمود دراريني.
- مصطفى قاديري.
- رشيد حسن خوجة.
- حمدان قاديري.
- محمد الكمال.
- حسن مهداوي.
- عبد الله مجاوي.
- بوعلام جعدون.
- مصطفى باشا.
- عمر بن حداد
- محمد باش تارزي.
- عمر بن سمان.
- محمد فخارجي.
- مصطفى بن صاري.
- حاج موسى بن صالح.
- عبد الرزاق سفنجة.
- يحيى سيدي بن علي.[5]

### التوسعة
شهد مسجد الأمة منذ إنشائه في سنة 1951م توسعتين في سنة 1975م ثم في سنة 1982م، وذلك تحت إشراف الشيخ ابن يوسف قاده.
التوسعة الأولى كانت داخلية إضافية بني تحتها المسكن الوقفي في سنة 1975م.
أما عن التوسعة الثانية، فكانت اضطرارية لاستيعاب المواطنين المتزايدين في سنة 1982م.
وخصت هذه التوسعة الثانية ساحة المسجد وواجهته واستفيدت بها سدة لمدرسة الطالبات والأمهات.
كما وسعت الميضأة وجددت لأكثر من مرة.

### مخطط المسجد
تم تخطيط وتصميم مسجد الأمة من طرف المهندس المعماري اللامع عبد الرحمان بوشامة، في حين تولى تولى إنجاز العمل المقاول «علي بودلة».
وكان العمال، المنحدرين من المدية، يبيتون في دار رئيس اللجنة حمدان بن رضوان الكائنة بشارع محمد عوامر.

## خطباء المسجد
| رقم | الإمام الخطيب | البداية | النهاية |
| --- | ------------- | ------- | ------- |
| 01  | أحمد سحنون    | 1936م   | 1963م   |
| 02  | قادة بن يوسف  | 1963م   | 1994م   |
| 03  | حمدان سفاج    | 1994م   | 2016م   |

## أحمد سحنون
يعتبر الشيخ الداعية الإصلاحي أحمد سحنون زعيم المؤسسين لهذا الصرح العظيم.
كما أنه هو الإمام الخطيب الأول فيه، وكان يمتاز بقوة خطابته الحية وبلاغة دروسه الإصلاحية.
ولقد أدى المسجد دور الجهاد في عهد ثورة التحرير وكثيرا ما كان يحاصر يوم الجمعة من طرف جنود المظلات الفرنسيين، ولكَم أحدقت به مخاطر وضرب وجرح شبان كثيرون من أجل حضورهم إليه بالجمعات من كل أرباض العاصمة وفحصها كما سجن لذلك الشيخ أحمد سحنون إلى جنب مجاهدين عاصميين من أهل العلم والفن في سجن عين وسارة المسمى آنذاك «بولقزال».
وكان يعين الشيخ أحمد سحنون على دروس الجمعات وكذا يخلفه على المنبر كل من الشيوخ:
- محمد البشير الإبراهيمي.
- العربي التبسي.
- محمد أمزيان الثعالبي (طوالبي).
- عبد القادر الياجوري.
- العباس بن الحسين.

وكان ينشط في تعليم الأولاد بأقسام المدرسة أيام الشيخ أحمد سحنون كل من:
- إسماعيل الزكري اليعلاوي.
- خالد بن يطو.
- خالد بيشو.
- عمر العرباوي.

وفي عهد استقلال الجزائر في سنة 1962م انتقل الشيخ أحمد سحنون إلى الجامع الكبير وإلى مسجد العناصر واستخلف على مسجد الأمة بإجازته الشيخ المربي الفقيه ابن يوسف قاده.

## بن يوسف قادة
قام الشيخ الإمام بن يوسف قادة في مسجد الأمة برسالته خير قيام انطلاقا من سنة 1963م إلى غاية سنة 1994م.
فقد نهض بالتعليم القرآني حتى استحق صفة عميد المدرسة القرآنية بالجزائر العاصمة.
فكان أن تخرج على يده كوكبة من المتنورين من حملة القرآن العظيم من طلبة وطالبات فاق عددهم المائة.
منهم من مثل الجزائر في المحافل الدولية وفي المسابقات الوطنية في حفظ القرآن وتجويده، ومنهم من انتظم في وظائف السلك الديني.
واشتغل الشيخ كذلك بدروس محو الأمية للكبار حتى جمعهم مع الطلبة على قراءة الحزب الراتب.
وكان إلى جانب ذلك يقوم بالأعمال الاجتماعية من مصالحات ومساعدات.
وكان له اهتمام بارز ببناء المساجد.
وقد نقلت له خطب جمعات من مسجد الأمة على أمواج الإذاعة الجزائرية، كما جمع هو عيون خطبه في كتابه «صوت المنبر».

## الحزب القرآني الراتب
كان مع الشيخ ابن يوسف قادة جماعة من المصلين محافظة على قراءة الحزب القرآني الراتب منهم:
- المؤذن: محمد صدوقي.
- القيم: بلقاسم دبابي.
- الهادي جاب الله.
- إدريس لعجال.
- مقران مرابطين.
- أحمد آيت سوكي.
- سعيد بكري.
- محمد دمين.
- محمد فريحات.
- أحمد جاب الله التيجاني.

وكان "محمد فريحات" وأحمد جاب الله التيجاني" يخلفان الشيخ بن يوسف قادة على منبر الجمعة.

## الموقع
يقع مسجد الأمة في بولوغين.

## المرجعية الدينية الجزائرية
رغم ما مر على الوطن الجزائري من مراحل وأطوار، وما جرت فيه من أحداث تباعا سراعا، إلا أن مسجد الأمة – بحمد الله وفضله – حافظ على على «وحدة الأمة الجزائرية» وعلى ما تعارفت عليه من تراث البلاد الديني السني المتمثل في:
- عقيدة أهل السنة والجماعة.
- فقه المذهب المالكي.
- رواية ورش عن نافع.
- سيرة الصالحين والمصلحين منهجا منضودا وحبلا ممدودا.[22]

## المكتبة
يحوي مسجد الأمة في خزائن مكتبته نفائسا من التراث المحفوظ.
وتوجد في خزانة مكتبته بعض المخطوطات من مصاحف وكتب فقه ترجع إلى عام 1167 هـ.

## وصف
كان مسجد الأمة في وضعه الأول يتوسطه المحراب.
وكانت في أسفله مدرسة قرآنية على قدر مساحته، تحتوي على ثلاثة أقسام ومكتب وساحة.

## المنبر
يحتوي مسجد الأمة على منبر خشبي فخم تبرع به المحسن «الزواي الحاج».

## البوابة الخارجية
يحتوي مسجد الأمة على باب فخم أنيق تبرعت به السيدة «خيرة بنت مصطفى الموهوب».

## الثريا
تحتوي قاعة الصلاة في مسجد الأمة على ثريا، تتدلى من قبته البهية، تبرع بها الفاضل يوسف دحيمن.

## المنارة
من الذين كانوا يتداولون الأذان في مسجد الأمة منذ أول افتتاحه في سنة 1951م، من بينهم السادة:
- ناصر الدين بطحوش.
- سيد علي زميرلي.
- سعيد عليم.
- خليفة ملاح.
- رشيد العقبي.
- موسى دراجي.
- بلقاسم دبابي.
- خلاف سواقي.

## شخصيات
تداول العديد من الأعلام على الإمامة والخطابة والتدريس في مسجد الأمة، من بينهم:
- أحمد سحنون
- محمد البشير الإبراهيمي
- الطيب العقبي
- أحمد توفيق المدني
- العربي التبسي
- بن يوسف قادة
- حمدان سفاج

## مكتبة الصور

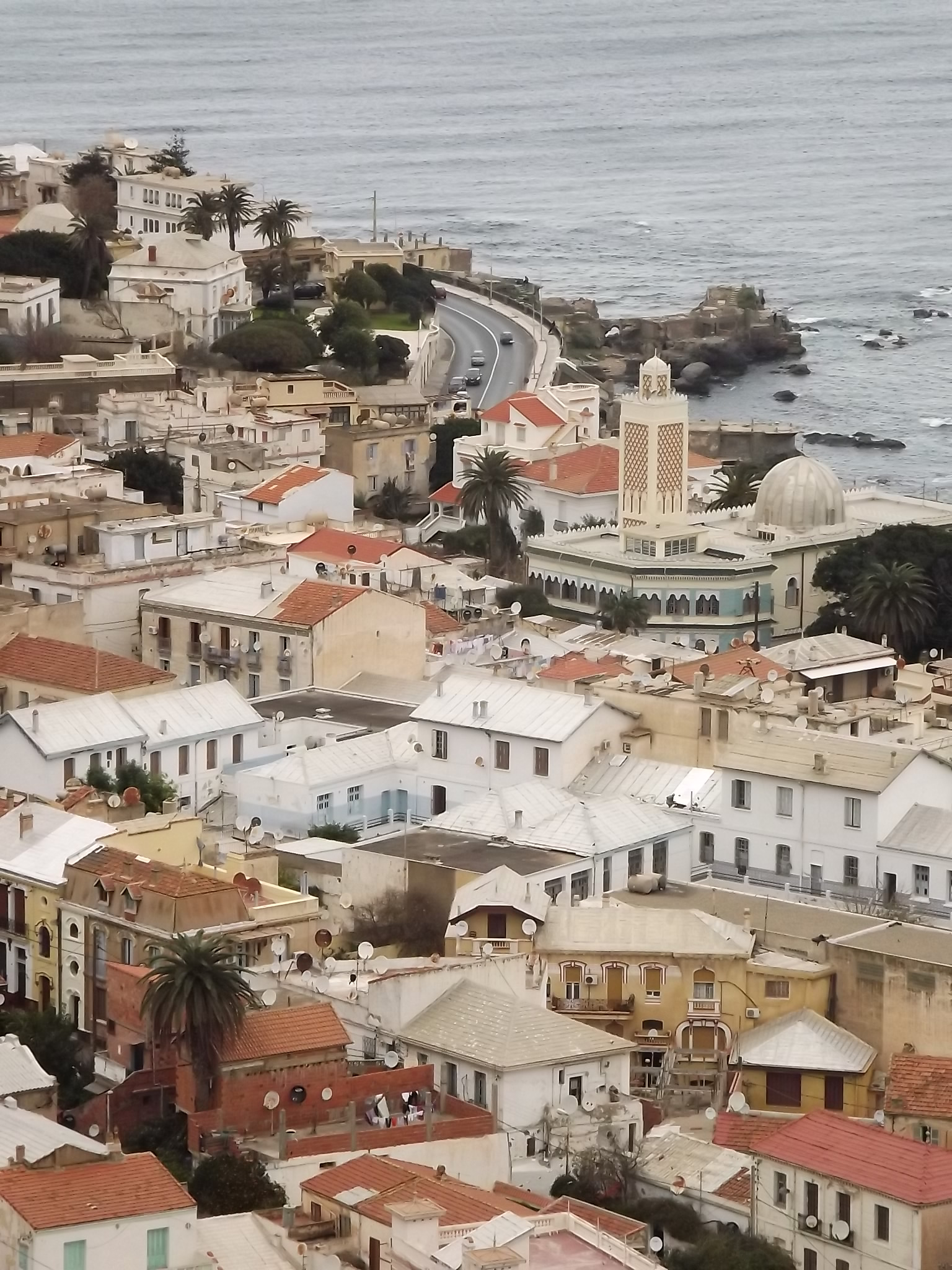
منارة مسجد سيدي رمضان